# 1484
1484 (MCDLXXXIV) var ett skottår som började en torsdag i den julianska kalendern.

## Händelser

### Juli
- 14 juli – Osmanska riket annekterar Kila.[1]

### Augusti
- 4 augusti – Osmanska riket annekterar Akkerman.[1]
- 29 augusti – Sedan Sixtus IV har avlidit den 12 augusti väljs Giovanni Battista Cibò till påve och tar namnet Innocentius VIII.

### Okänt datum
- Johann Snell trycker en mässbok för det svenska ärkestiftet.
- Sverige drabbas på nytt av pesten.
- I Frankrike accepteras tredje ståndet som ett av stånden i generalständerna.

## Födda
- 1 januari – Huldrych Zwingli, schweizisk reformator.
- 17 januari – Georg Spalatin, tysk reformator.
- 12 april – Antonio da Sangallo den yngre, italiensk arkitekt.
- Luisa de Medrano, spansk akademiker, professor och poet.

## Avlidna
- 12 augusti – Sixtus IV, född Francesco della Rovere, påve sedan 1471.[2]
- 11 november – Luigi Pulci, florentinsk renässansepiker
- Bärbel von Ottenheim, tysk mätress.

### Fotnoter
1. 1 2  World Statesmen (läst 5 april 2011)
2. ↑  ”Roman Catholic Church” (på engelska). World Statesmen. http://www.worldstatesmen.org/Catholic.html. Läst 23 november 2012.